# Fenstanton
Fenstanton – wieś w Anglii, w hrabstwie Cambridgeshire, w dystrykcie Huntingdonshire. Leży 17 km na północny zachód od miasta Cambridge i 89 km na północ od Londynu.